# 환벽당
환벽당(環碧堂)은 무등산 자락인 광주호 상류 창계천가의 충효동 쪽 언덕 위에 있는 정자다. 1972년 1월 29일 광주광역시의 기념물 제1호로 지정되었다가, 2013년 11월 6일 대한민국의 명승 제107호 광주 환벽당 일원으로 승격되었다.
높다랗게 자리잡은 이 정자는 사촌(沙村) 김윤제(金允悌, 1501 ~ 1572)가 지었다. 당호는 신잠(申潛)이 지었다. 식영정과의 거리가 약 250미터 정도 되는데, 환벽당 주인 김윤제와 식영정 주인 김성원이 창계천에 무지개다리를 놓고 서로 왕래하였다고 한다. 정철이 14세에 김윤제를 우연히 만나고 27세에 관직에 나갈 때까지 10여 년 동안 유숙하였던 곳이 바로 환벽당이다. 송시열이 판액을 썼으며 임억령의 시가 현판에 걸려 있다.
정철의 현손 정수환이 김윤제의 후손으로부터 사들였으며, 지금은 정철의 셋째 아들 정근명의 후손 종중이 관리하고 있다.

## 개요
환벽당은 사촌 김윤제(沙村金允悌, 1501～1572)가 노년에 자연을 벗 삼아 후학양성을 목적으로 건립한 남도지방의 전형적인 유실형(有室形)정자로 가까이에는 무등산 원효계곡의 계류가 흐르며 계곡아래 증암천(甑巖川) 주변에는 배롱나무가 아름다운 장관을 이뤄 자미탄(紫薇灘)이라 불렀으며, 특히 이곳은 무등산을 비롯한 원효계곡의 줄기를 따라 자연 풍광이 수려한 지역으로 예로부터 시인묵객들이 자주 드나드는 명승지였다.
환벽당 북쪽으로 200미터 떨어진 곳에는 사촌 김윤제가 살았던 충효마을과 증암천 너머에는 송강 정철이 살았던 지실마을이 있으며 환벽당 아래에는 송강과 사촌이 처음 만난 곳이라는 전설이 깃든 조대(釣臺)와 용소(龍沼), 쌍송(雙松)이 있어 역사적 가치가 뛰어난 곳이다.
면앙정 송순은 서하당 김성원이 식영정을 건립하고 3년이 지난 뒤 1563년 식영정의 시를 차운하며 ‘식영정과 환벽당’은 형제의 정자라고 하면서, 소쇄원과 식영정, 환벽당을 가리켜 한 동(증암천)안에 세 명승 즉, 一洞之三勝이라 말한다.
환벽당은 환벽(環碧)이란 뜻 그대로 푸르름이 고리를 두르듯 아름다운 자연경관을 이루고, 시가문학과 관련된 국문학사적인 인문학적 가치가 매우 큰 곳이며, 별서원림으로서 가치가 우수한 호남의 대표적인 누정문화를 보여주는 곳이다.
환벽당이 위치한 곳은 무등산 북능의 능선으로 북봉을 거쳐 꼬막재로 이어지는 여러 가지 지맥 중의 하나이며, 사촌 김윤제(1501-1572)가 태어난 충효마을 남쪽 200m지점에 있다. 또한 광주와 담양을 경계로 흐르는 증암천(별칭 : 자미탄)을 사이에 두고 남쪽 무등산에서 북쪽 성산에 이르기까지 산들이 고르게 파노라마 경관을 보여주는 선경을 이루고 있다.
환벽당 주변에는 사촌 김윤제가 살았던 충효마을과 송강 정철이 살았던 지실마을, 소쇄공 양산보가 살았던 창암촌이 있으며, 이 마을들 주변으로 식영정(息影亭)과 면앙정(俛x仰亭), 송강정(松江亭), 은거를 위한 독수정(獨守亭)과 소쇄원(瀟灑園), 환벽당(環碧堂) 등 10여개 정자가 소재해 있어 이 일대가 조선시대 원림 문화의 중심지역으로서 가치가 뛰어나다.
환벽당은 당대 최고의 석학들인 송순, 임억령, 양산보, 김인후, 김성원, 기대승, 고경명 등이 드나들던 곳으로 수려한 자연경관을 감상하고 시문과 가사를 지으며 풍류 문화의 극치를 이룬 조선시대 사림문화의 중심으로서 역사 문화적 가치가 뛰어나다.
환벽당의 초기모습은 소세양(1486～1562)이 지은 “환벽당“시를 통해서 알 수 있으며, 삼연 김창흡(三淵金昌翕 1653～1722)의 『南遊日記』를 통해 그 당시의 원림의 식물상과 조경수종을 짐작할 수 있고, 김성원(1525～1597)의 “서하당유고“ 에 ”성산계류탁열도”등의 그림이 남아있어 인문적 가치가 있다.
환벽당 관련 시·문은 당대의 일류 문인들로서 임억령, 기대승, 송순, 김인후, 소세양, 정철, 백광훈, 고경명, 권필도, 정홍명, 목장흠, 이은상, 이하곤, 이명한, 김창흡, 조상건, 양경지, 정민하, 서봉령 등 시인묵객의 시가가 전해져 인문학적 가치가 있다.

## 사진

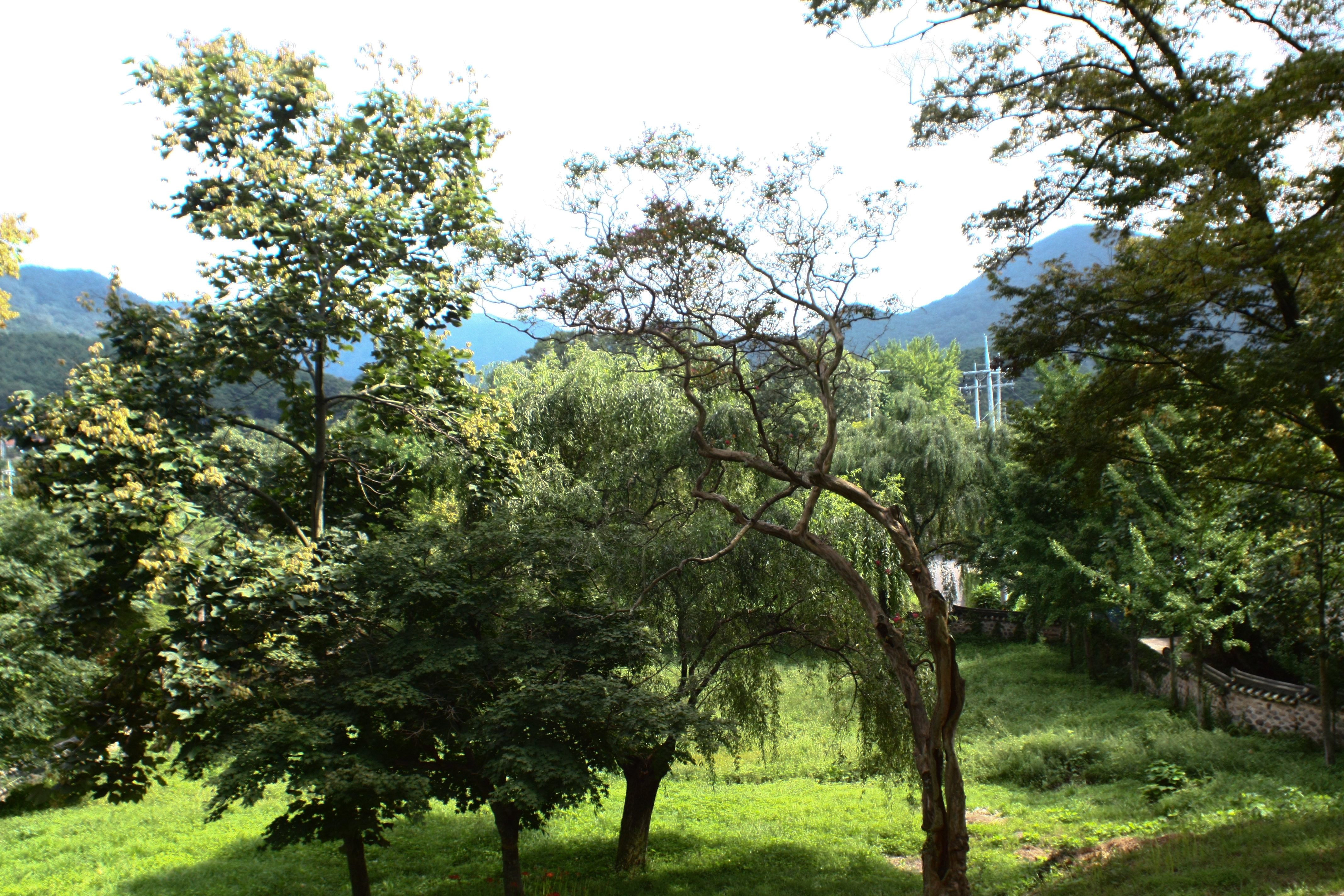
환벽당에서 내려다본 정원
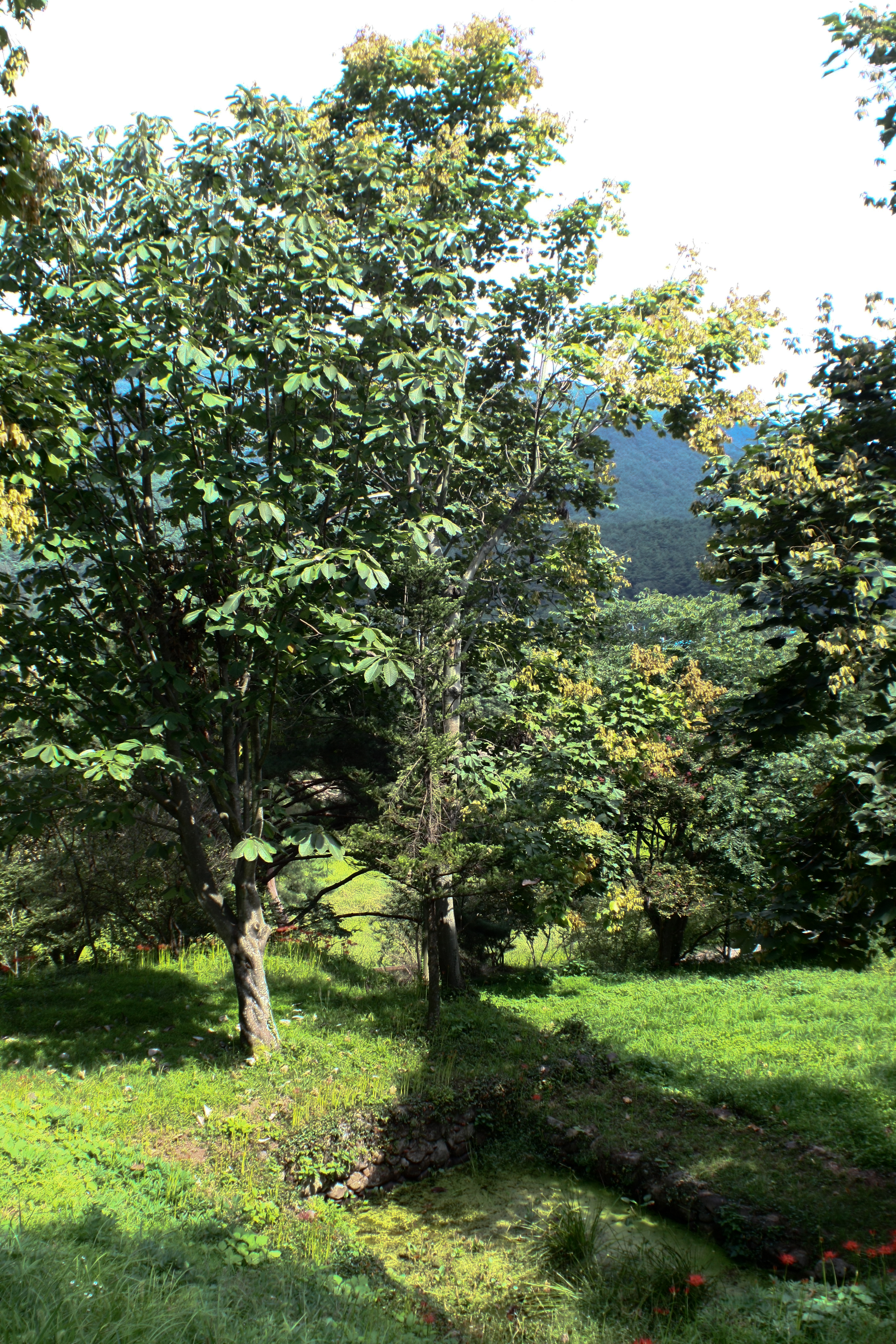
정원 한켠에 있는 네모난 연못

## 참고 도서
- 박선홍 (1976년 5월 1일). 〈고적 ｜ 환벽당〉. 《무등산》 초판. 광주: 전남매일출판국. 170쪽.

## 같이 보기
- 소쇄원
- 한옥
- 서원 (한국)
- 한국의 건축
- 한국의 정원

## 참고 문헌
- 환벽당 - 국가유산청 국가유산포털
- 한국관광공사[깨진 링크(과거 내용 찾기)]
- 이 문서에는 다음커뮤니케이션(현 카카오)에서 GFDL 또는 CC-SA 라이선스로 배포한 글로벌 세계대백과사전의 내용을 기초로 작성된 글이 포함되어 있습니다.